# Rio Găvojdia
O Rio Găvojdia é um rio da Romênia, afluente do Timiş, localizado no distrito de Timiş.